# Verliebt, verlobt, verheiratet (1950)
Verliebt, verlobt, verheiratet (Originaltitel: Peggy) ist eine US-amerikanische Filmkomödie aus dem Jahr 1950 von Frederick de Cordova mit Diana Lynn und Charles Coburn in den Hauptrollen. Der Film wurde von Universal-International Pictures produziert.

## Handlung
Professor Brookfield, emeritierter Akademiker, zieht mit seinen Töchtern Peggy und Susan nach Pasadena, um dort seinen Ruhestand zu genießen. Am Bahnhof werden sie von Dekan Stockwell begrüßt, der versucht, den Professor als Lehrer am City College zu gewinnen. Als die drei Brookfields in ihrem neuen Heim ankommen, sehen sie zu ihrem Erstaunen, dass der Umzug von der Witwe Emilia Fielding organisiert wurde. Emilias Gedanke, dass die beiden Töchter die perfekten Rose Queens seien, wird vom Professor abgewiesen. Emilias Sohn Tom fühlt sich zu Peggy hingezogen, die jedoch mit Johnny Mitchell zusammen ist. Ihr Vater ist gegen eine Beziehung mit dem Footballspieler.
Als die Schule beginnt, erfahren Peggy und Susan, dass alle Studentinnen an der ersten Runde zur Auswahl der Rose Queen teilnehmen müssen. Tatsächlich erreichen beide die nächste Runde. Für Peggy entsteht hier ein Problem, denn die gewählte Königin darf nicht verheiratet sein. Peggy und Johnny haben jedoch heimlich geheiratet, was Peggy Susan dann auch verrät. Ihrem Vater kann sie es erst sagen, wenn sie volljährig ist, da er ansonsten die Hochzeit annullieren könnte. Der Professor schreibt zurzeit an einem Buch über General Custer. Für seine Recherchen benötigt er einige Unterlagen, die es jedoch in der Bibliothek nicht gibt. Um ihn zu beruhigen, besucht Emilia mit ihm die nächste Auswahlrunde der Wahl zu Rose Queen. Zu seiner Freunde kommen seine Töchter weiter.
Um nicht weiter teilnehmen zu müssen, gibt Peggy vor, krank zu sein. Jedoch holt Emilia den Arzt Dr. Wilcox, der ihren Täuschungsversuch durchschaut, sie aber dennoch für einige Tage krankschreibt. Tom will Peggy eifersüchtig machen und bittet Susan um Hilfe, die ihrerseits in Tom verliebt ist. Um etwas Distanz zur fürsorglichen Emilia zu schaffen, stellt der Professor Miss Zim ein, die Peggy pflegen soll. Um sie bezahlen zu können, willigt er ein, eine Klasse zu unterrichten.
Tom fährt mit Susan zum Observatorium auf dem Mount Wilson. Er zeigt ihr durch ein Teleskop das Rose Bowl Stadium. Dabei wird ihm klar, dass er sich in Susan verliebt hat und küsst sie. Zur gleichen Zeit entdeckt Emilia Miss Zims Vorliebe für Pastete und nutzt ihre Backkünste. Peggy ist es leid zu lügen und will ihrem Vater reinen Wein einschenken, doch Susan bringt sie davon ab. Zu Peggys Freude und zum Missfallen ihres Vaters qualifiziert sich Johnnys Mannschaft, die Ohio States, für das Rose Bowl Finale am Neujahrstag. Für die nächste Auswahlrunde für die Rose Queen begleitet Peggy Susan am Klavier. Sie spielt absichtlich schlecht in der Hoffnung, dass Susan weiterkommt und sie ausscheidet. Ihre Hoffnungen zerschlagen sich, als einer der Juroren ihren Mut, ihre Schwester zu begleiten in den Vordergrund stellt. Beide erreichen das Finale.
Johnny reist mit seiner Mannschaft nach Kalifornien. In einer Zeitung sieht er Peggys Bild und erfährt, dass nur Unverheiratete zur Rose Queen gewählt werden können. Aufgebracht fliegt er seiner Mannschaft voraus. Tom macht Susan einen Antrag, sie will jedoch bis zur Abschlussfeier warten. Johnnys frühere Ankunft überrascht Peggy, die in Panik wegläuft. Ihr Vater findet ihren versteckten Ehering, woraufhin Susan erklärt, es sei ihr Ring. Sofort beginnt Emilia eine Hochzeitsfeier für Susan und ihren Sohn zu planen.
Zur gleichen Zeit überzeugt Johnny Peggy, dass sie ihrem Vater die Wahrheit sagen müssen. Als Susan zur Rose Queen gekürt wird, interveniert Emilia, da ja Susan mit Tom verheiratet sei. Peggy klärt das Chaos, so dass Susan als Rose Queen die Parade anführen kann. Emilia erzählt dem Professor, dass Johnny die Unterlagen zur Vervollständigung seines Buches hat. Nun akzeptiert der Professor Johnny als zukünftigen Schwiegersohn.

## Produktion und Veröffentlichung
Gedreht wurde der Film vom 3. Januar bis zum 6. Februar 1950 in den Universal-Studios in Universal City.
Im Film sind Aufnahmen des Rose Bowls 1950 enthalten. Laut Pressematerial des Studios arbeitete die Filmcrew mit voller Unterstützung des Veranstalters.
Bernard Herzbrun und Richard H. Riedel waren die Art Directors, Russell A. Gausman und Ruby R. Levitt die Szenenbildner, Rosemary Odell die Kostümbildnerin. Leslie I. Carey und Joe Lapis waren für den Ton verantwortlich, Bud Westmore für das Make-up.
In kleinen nicht im Abspann erwähnten Nebenrollen traten Marjorie Bennett, Bess Flowers, Jack Kelly, Olan Soulé und Bill Walker auf.
Die Premiere des Films fand am 1. Juli 1950 statt. In der Bundesrepublik Deutschland wurde er am 19. August 1990 im deutschen Fernsehen ausgestrahlt.

## Kritiken
Das Lexikon des internationalen Films schrieb: „Reichlich dünnblütige, aber unterhaltsame Komödie mit zahlreichen Dokumentarteilen über das ‚Tournament of Roses‘ 1950 in Pasadena mit anschließendem Footballspiel.“
Der Kritiker des TV Guide fand den Film albern, aber unterhaltsam.